# Schwarzwald Ultra Radmarathon
Der Schwarzwald Ultra Radmarathon (kurz SURM) ist ein überregional bekannter Radmarathon, der vom Radsportverein Alpirsbach e.V. jährlich im September ausgerichtet wird.

## Beschreibung
Es werden drei Strecken angeboten. Eine kurze mit 82 Kilometer und 1.250 Höhenmetern, eine mittlere mit 147 Kilometer und 2.200 Höhenmetern und der größte Marathon mit 230 Kilometer und 4.070 Höhenmetern. Die lange Strecke führt über die bekannten Anstiege Zwieselberg, Kniebis-Alexanderschanze, Löcherberg, Geisberg (Höhenhäuser) und Kandel. Die mittlere Strecke führt über den Geisberg in das Elztal hinauf über die Wilhelmshöhe am Rohrhardsberg vorbei. Die kurze Strecke führt über Schiltach, Schramberg, St. Georgen im Schwarzwald wieder nach Alpirsbach.
Der SURM wird auch von Elite-Fahrern mit Profilizenz gefahren. Die Bestzeit auf der aktuellen Strecke hält seit 2002 Andrea Clavadetscher, der u. a. auch das Race Across America gewonnen hat.
Bei der 17. Ausgabe (2006) konnte Gerd Maser aus Alpirsbach wie auch schon 2005 den Radmarathon gewinnen. Es war insgesamt sein dritter Sieg auf der langen Strecke.